# Corsi e ricorsi ma non arrivai
Corsi e ricorsi ma non arrivai è il sesto libro di Giobbe Covatta edito nel 2005 da Arnoldo Mondadori Editore.

## Trama
Come suo stile, Giobbe Covatta trasla nel passato le moderne invenzioni e follie dell'odierna società, e crea un assurdo "passato alternativo", presentando prime pagine di giornale -quasi interamente tratte dai suoi sketch nell'edizione 2004 di Mai dire Lunedì- in cui ad esempio è normale trovare l'Unità che scrive un articolo di denuncia sulla guerra di Troia titolandolo "Bombardato l'hotel dei giornalisti. Omero ferito agli occhi", e in cui è lecito domandarsi se Cartagine si sarebbe beccata il titolo di "Stato canaglia". Quest'opera di Covatta si incentra principalmente sul giornalismo e sulla politica, ma lo stile dello scrittore rimane inalterato nel costruire un universo comico incentrato sull'esagerazione dei moderni difetti e sui paradossi della storia.

## Edizioni
- Giobbe Covatta, Corsi e ricorsi ma non arrivai, collana Biblioteca umoristica Mondadori, Arnoldo Mondadori Editore, 2005, ISBN 88-04-50301-7.